# Bermuda ai Giochi della XXXII Olimpiade
Bermuda ha partecipato ai Giochi della XXXII Olimpiade, Tokyo, Giappone, dal 23 luglio all'8 agosto 2021 (inizialmente previsti dal 24 luglio al 9 agosto 2020 ma posticipati per la pandemia di COVID-19) con una delegazione di 2 atleti impegnati in 2 discipline. Portabandiera alla cerimonia di apertura è stato il canottiere Dara Alizadeh.
Si è trattato della diciannovesima partecipazione di questo paese ai Giochi.
Bermuda ha vinto la prima medaglia d'oro della sua storia, la seconda medaglia di sempre.

## Medaglie
| Riepilogo quotidiano | Riepilogo quotidiano | Riepilogo quotidiano | Riepilogo quotidiano | Riepilogo quotidiano | Riepilogo quotidiano | Riepilogo quotidiano |
| -------------------- | -------------------- | -------------------- | -------------------- | -------------------- | -------------------- | -------------------- |
| Giorno               | Data                 |                      |                      |                      | Totale               |                      |
| 4º                   | 27                   | 1                    | 0                    | 0                    | 1                    |                      |
| Totale               | Totale               | 1                    | 0                    | 0                    | 1                    |                      |

### Medagliere per disciplina
| Sport     | Oro | Argento | Bronzo | Totale |
| --------- | --- | ------- | ------ | ------ |
| Triathlon | 1   | 0       | 0      | 1      |
| Totale    | 1   | 0       | 0      | 1      |

### Medaglie d'oro
| Medaglia | Nome        | Sport     | Evento         |
| -------- | ----------- | --------- | -------------- |
| Oro      | Flora Duffy | Triathlon | Gara femminile |

## Risultati

### Canottaggio
| Atleta        | Evento           | Batteria | Batteria  | Ripescaggio | Ripescaggio | Quarti  | Quarti    | Semifinale | Semifinale | Finale  | Finale    |
| Atleta        | Evento           | Tempo    | Posizione | Tempo       | Posizione   | Tempo   | Posizione | Tempo      | Posizione  | Tempo   | Posizione |
| ------------- | ---------------- | -------- | --------- | ----------- | ----------- | ------- | --------- | ---------- | ---------- | ------- | --------- |
| Dara Alizadeh | Singolo maschile | 7'34"96  | 4º R      | 7'35"90     | 2º Q        | 7'35"73 | 2º SC/D   | 7'11"14    | 3º FC      | 7'09"91 | 18º       |

### Triathlon
| Atleta      | Evento                | Nuoto  | T1    | Ciclismo | T2    | Corsa  | Totale   | Classifica |
| ----------- | --------------------- | ------ | ----- | -------- | ----- | ------ | -------- | ---------- |
| Flora Duffy | Individuale femminile | 18'32" | 0'41" | 1h02'49" | 0'34" | 33'00" | 1h55'36" |            |